# 醫學家
医学家（英文：medical scientist），也称医疗科学家，与医生不同，是从事医疗科学和公共卫生等领域科学研究的科学家，生理学、微生物学、病毒学、流行病学以及生物医学工程都是医学家所研究的领域。医学家也研究和解释疾病的生理学机制，然而，病理学可被视为基础科学。